# Boogie (30 și ceva)
Boogie este un film românesc, realizat în anul 2008 în regia lui Radu Muntean.

## Prezentare
Bogdan Ciocazanu (Dragoș Bucur), pleacă la mare într-o minivacanță de 1 mai împreună cu soția sa Smaranda (Anamaria Marinca) și copilul lor în vârstă de 3 ani. Acolo se întâlnește întâmplător cu cei mai buni prieteni din liceu: Penescu (Mimi Brănescu) și Iordache (Adrian Văncică)

## Primire
Filmul a fost vizionat de 18.326 de spectatori în cinematografele din România, după cum atestă o situație a numărului de spectatori înregistrat de filmele românești de la data premierei și până la data de 31 decembrie 2014 alcătuită de Centrul Național al Cinematografiei.

## Premii
- Premiul Special al Juriului, în cadrul celei de-a zecea ediții a Festivalului cinematografului european de la Essonne, Franța.